# Romentino
Romentino es una localidad y comune italiana de la provincia de Novara, región de Piamonte, con 5.222 habitantes.

## Evolución demográfica
| Gráfica de evolución demográfica de Romentino entre 1861 y 2001 |
|                                                                 |
| Fuente ISTAT - elaboración gráfica de Wikipedia                 |